# Luzaridella annulata
Luzaridella annulata är en insektsart som beskrevs av Desutter-grandcolas 1992. Luzaridella annulata ingår i släktet Luzaridella och familjen syrsor. Inga underarter finns listade i Catalogue of Life.